# Patchway
Patchway is een civil parish in het bestuurlijke gebied South Gloucestershire, in het Engelse graafschap Gloucestershire. Het wordt soms beschouwd als een grote buitenwijk van Bristol.